# Algoritmo di Baum-Welch
L'algoritmo di Baum-Welch viene usato in elettrotecnica, informatica, informatica statistica e bioinformatica per trovare i parametri incogniti di un modello di Markov nascosto (HMM). Si avvale di un algoritmo forward-backward che prende il nome di Leonard Esau Baum e Lloyd Richard Welch.

## Descrizione
Dato un HMM (Hidden Model Markov) e una sequenza di simboli osservabili o un insieme di tali sequenze, l'algoritmo di Baum-Welch permette di trovare l'insieme più probabile per il quale si possano dichiarare le probabilità di uscita e di transizione (ovvero le matrici {\displaystyle b} ed {\displaystyle a}). L'algoritmo segue il modello di Expectation-Maximization, nel quale inizializziamo una stima grezza delle matrici {\displaystyle a} e {\displaystyle b}.
Nella prima fase generiamo la matrice {\displaystyle \alpha } e {\displaystyle \beta }, e la matrice {\displaystyle \gamma } così definita {\displaystyle \gamma (i,j,t)=\alpha (i,t-1)a_{ij}b_{jk}\beta (j,t)}.
Nella seconda fase calcoliamo le matrici {\displaystyle a'} e {\displaystyle b'} nel seguente modo: {\displaystyle a'} è data dal rapporto del numero di volte in cui passiamo dallo stato {\displaystyle i}-esimo allo stato {\displaystyle j}-esimo e il numero di volte che passiamo dallo stato {\displaystyle i}-esimo a qualunque altro stato; {\displaystyle b'} è data dal rapporto del numero di volte in cui dallo stato i-esimo emetto il simbolo {\displaystyle k} e il numero di volte in cui da uno stato {\displaystyle i}-esimo passa ad un simbolo qualunque. Tali matrici verranno sostituite ad {\displaystyle a} e {\displaystyle b}, reiterando finché i miglioramenti saranno significativi e le matrici saranno stabilizzate.